# Zepita
Zepita o Sipita es un pueblo en el sur del Perú, capital del distrito homónimo en la provincia de Chucuito, ubicada en el departamento de Puno, al sur del lago Titicaca. Según el censo de 2007, cuenta con 2381 habitantes. fundada 27 de agosto de 1549, por el Corregidor y Justicia Mayor de La Paz, Capitán Alonso de Mendoza. Según los antecedentes históricos Zepita ha tenido cinco periodos de fundación y según la historia nacional se le conoce como Benemérita y Heroica Zepita.
Zepita exhibe sus templos coloniales, como el Templo San Sebastián de 1542, el Templo San Pedro y San Pablo de 1545, sobre todo, el Monumento Arqueológico de TANKA-TANKA del periodo Incaico.

## Clima
| Parámetros climáticos promedio de Zepita | Parámetros climáticos promedio de Zepita | Parámetros climáticos promedio de Zepita | Parámetros climáticos promedio de Zepita | Parámetros climáticos promedio de Zepita | Parámetros climáticos promedio de Zepita | Parámetros climáticos promedio de Zepita | Parámetros climáticos promedio de Zepita | Parámetros climáticos promedio de Zepita | Parámetros climáticos promedio de Zepita | Parámetros climáticos promedio de Zepita | Parámetros climáticos promedio de Zepita | Parámetros climáticos promedio de Zepita | Parámetros climáticos promedio de Zepita |
| Mes                                      | Ene.                                     | Feb.                                     | Mar.                                     | Abr.                                     | May.                                     | Jun.                                     | Jul.                                     | Ago.                                     | Sep.                                     | Oct.                                     | Nov.                                     | Dic.                                     | Anual                                    |
| ---------------------------------------- | ---------------------------------------- | ---------------------------------------- | ---------------------------------------- | ---------------------------------------- | ---------------------------------------- | ---------------------------------------- | ---------------------------------------- | ---------------------------------------- | ---------------------------------------- | ---------------------------------------- | ---------------------------------------- | ---------------------------------------- | ---------------------------------------- |
| Temp. media (°C)                         | 10.3                                     | 10.6                                     | 10.2                                     | 8.9                                      | 7.4                                      | 5.7                                      | 5.5                                      | 6.4                                      | 8.2                                      | 9.7                                      | 10.4                                     | 10.7                                     | 8.7                                      |
| Fuente: clima-data.org                   |                                          |                                          |                                          |                                          |                                          |                                          |                                          |                                          |                                          |                                          |                                          |                                          |                                          |